# Rodrigo De Paul
Rodrigo Javier de Paul, plus connu sous le nom de Rodrigo De Paul, né le 24 mai 1994 à Sarandí en Argentine, est un footballeur international argentin qui évolue au poste de milieu central à l'Inter Miami CF, en prêt de l'Atlético de Madrid.
Il fait partie de l'équipe d'Argentine qui remporte la Coupe du monde 2022, la Copa América en 2021 et en 2024 ainsi que la Finalissima 2022.

## Parcours en clubs

### Valence CF
En mai 2014, le transfert de Rodrigo De Paul au Valence CF est annoncé. Contre une indemnité de 4,71 millions d'euros, le joueur argentin signe un contrat de cinq saisons avec le club espagnol. Ayant reçu une offre d'un club italien, il déclare avoir été convaincu de venir à Valence par les Argentins Roberto Ayala et Juan Antonio Pizzi, ce dernier étant l'entraîneur du club valencian.

### Udinese
Le 20 juillet 2016, Rodrigo De Paul est transféré à l'Udinese Calcio. Le montant du transfert est estimé à trois millions d'euros avec un pourcentage à la revente en faveur du Valence CF.
Il obtient la nationalité italienne par sa mère.
En octobre 2019, De Paul signe une prolongation de contrat avec l'Udinese Calcio jusqu'en 2024.
Avec le club de l'Udinese Calcio, Rodrigo De Paul prend part à 184 matchs pour un total de 34 buts marqués et 31 passes décisives toutes compétitions confondues entre 2016 à 2021. 
Le 23 mai 2021, il joue son dernier match sous les couleurs de l'Udinese lors de la 38e journée du championnat italien face à l'Inter de Milan.

### Atlético de Madrid
Le 12 juillet 2021, Rodrigo De Paul rejoint officiellement l'Atlético de Madrid en signant un contrat jusqu'en juin 2026. Son salaire est évalué en 2025 à 7,5 millions d'euros par an.
Selon plusieurs médias, le transfert du joueur avait été bouclé depuis plusieurs semaines, mais les Colchoneros ont attendu la fin de la Copa América pour annoncer la nouvelle, une compétition pendant laquelle le milieu de terrain a brillé, en étant l'un des principaux artisans à la victoire finale de la sélection d'Argentine.
Recruté pour environ 40 millions d'euros, l'Argentin, porteur du numéro 5, a des difficultés pour s'imposer dans le milieu de terrain espagnol durant ses premiers mois au club, étant régulièrement devancé dans la hiérarchie par Koke, Geoffrey Kondogbia ou Héctor Herrera.
À l'été 2025, De Paul fait l'objet de rumeurs de convoitises provenant de l'Inter Miami CF. Les deux clubs négocient un transfert alors qu'ils sont engagés dans la Coupe du monde des clubs. Le joueur, sensible à l'intérêt du club américain, donne son accord au transfert. Remplacé à Madrid par Johnny Cardoso, Rodrigo De Paul a disputé durant son passage à l'Atlético de Madrid 187 rencontres pour 14 buts inscrits et 24 passes décisives.

### Inter Miami CF
Le 25 juillet 2025, le transfert de Rodrigo De Paul à l'Inter Miami CF est officialisé. Contre une indemnité de 15 millions d'euros pour racheter la dernière année de contrat de De Paul avec l'Atlético de Madrid,,, le joueur signe un contrat de quatre saisons avec le club américain où il retrouve plusieurs Argentins dans l'effectif tels que Javier Mascherano en tant qu'entraîneur ou Lionel Messi dont il est un ami proche,,. Le temps de la saison 2025 de MLS, De Paul est officiellement prêté. Le salaire de De Paul est estimé à 10 millions d'euros par an.

## Parcours en sélection
Le 11 octobre 2018, Rodrigo De Paul honore sa première sélection avec l'Équipe nationale d'Argentine lors d'un match amical face à l'Irak. Il est titulaire au poste d'ailier gauche puis remplacé par Eduardo Salvio lors de cette rencontre que l'Albiceleste remporte sur le score de quatre buts à zéro. Le 8 juin 2019 il délivre sa première passe décisive en sélection, pour Roberto Pereyra, lors d'un match face au Nicaragua. Les Argentins s'imposent largement par cinq buts à un ce jour-là.
Il fait partie de la liste des 28 joueurs retenus par Lionel Scaloni, le sélectionneur de l'Albiceleste, pour participer à la Copa América 2021. Le 3 juillet 2021, lors de cette Copa America organisée au Brésil, il inscrit son premier but international à la suite d'une passe décisive de son capitaine Lionel Messi à la 40e minute de jeu en quart de finale face à l'Équateur.
Le 11 novembre 2022, il est sélectionné par Lionel Scaloni pour participer à la Coupe du monde 2022.
En mai 2024, il figure dans une liste élargie de 29 joueurs convoqués par Lionel Scaloni en vue de la Copa América 2024 puis il fait partie de la liste définitive de 26 joueurs publiée le 15 juin,.

## Vie privée
En juin 2012, il officialise sa relation avec Camila Homs. Le 15 janvier 2019, il accueille son premier enfant avec Camila, Francesca puis son deuxième Bautista en septembre 2021. Le couple se sépare quelques semaines après.
En avril 2022, de nombreuses rumeurs affirment que le footballeur aurait une relation avec l'artiste internationale Martina Stoessel. Les deux l'officialisent ensuite au mois d'août. Ils se séparent en août 2023.

## Statistiques

### En club
| Saison                | Club                  | Championnat           | Championnat | Championnat | Championnat | Coupe(s) nationale(s) | Coupe(s) nationale(s) | Coupe(s) nationale(s) | Supercoupe | Supercoupe | Supercoupe | Compétition(s) continentale(s) | Compétition(s) continentale(s) | Compétition(s) continentale(s) | Compétition(s) continentale(s) | Coupe du monde des clubs | Coupe du monde des clubs | Coupe du monde des clubs | Total | Total | Total |
| Saison                | Club                  | Division              | M.          | B.          | P.d.        | M.                    | B.                    | P.d.                  | M.         | B.         | P.d.       | Comp.                          | M.                             | B.                             | P.d.                           | M.                       | B.                       | P.d.                     | M.    | B.    | P.d.  |
| 2012-2013             | Racing Club           | Primera División      | 19          | 2           | 1           | 1                     | 0                     | 0                     | -          | -          | -          | -                              | -                              | -                              | -                              | -                        | -                        | -                        | 20    | 2     | 1     |
| 2013-2014             | Racing Club           | Primera División      | 35          | 4           | 4           | -                     | -                     | -                     | -          | -          | -          | CS                             | 2                              | 0                              | 1                              | -                        | -                        | -                        | 37    | 4     | 5     |
| Sous-total            | Sous-total            | Sous-total            | 54          | 6           | 5           | 1                     | 0                     | 0                     | -          | -          | -          | -                              | 2                              | 0                              | 1                              | -                        | -                        | -                        | 57    | 6     | 6     |
| 2014-2015             | Valence CF            | Liga                  | 25          | 1           | 4           | 4                     | 1                     | 0                     | -          | -          | -          | -                              | -                              | -                              | -                              | -                        | -                        | -                        | 29    | 2     | 4     |
| 2015-2016             | Valence CF            | Liga                  | 9           | 0           | 0           | 3                     | 0                     | 0                     | -          | -          | -          | C1                             | 3                              | 0                              | 0                              | -                        | -                        | -                        | 15    | 0     | 0     |
| Sous-total            | Sous-total            | Sous-total            | 34          | 1           | 4           | 7                     | 1                     | 0                     | -          | -          | -          | -                              | 3                              | 0                              | 0                              | -                        | -                        | -                        | 44    | 2     | 4     |
| 2016                  | Racing Club (prêt)    | Primera División      | 11          | 0           | 1           | 1                     | 0                     | 0                     | -          | -          | -          | CL                             | 3                              | 1                              | 0                              | -                        | -                        | -                        | 15    | 1     | 1     |
| 2016-2017             | Udinese Calcio        | Serie A               | 34          | 4           | 3           | 1                     | 1                     | 1                     | -          | -          | -          | -                              | -                              | -                              | -                              | -                        | -                        | -                        | 35    | 5     | 4     |
| 2017-2018             | Udinese Calcio        | Serie A               | 37          | 4           | 7           | 2                     | 0                     | 0                     | -          | -          | -          | -                              | -                              | -                              | -                              | -                        | -                        | -                        | 39    | 4     | 7     |
| 2018-2019             | Udinese Calcio        | Serie A               | 36          | 9           | 7           | 1                     | 0                     | 0                     | -          | -          | -          | -                              | -                              | -                              | -                              | -                        | -                        | -                        | 37    | 9     | 7     |
| 2019-2020             | Udinese Calcio        | Serie A               | 34          | 7           | 6           | 1                     | 0                     | 1                     | -          | -          | -          | -                              | -                              | -                              | -                              | -                        | -                        | -                        | 35    | 7     | 7     |
| 2020-2021             | Udinese Calcio        | Serie A               | 36          | 9           | 10          | 2                     | 0                     | 1                     | -          | -          | -          | -                              | -                              | -                              | -                              | -                        | -                        | -                        | 38    | 9     | 11    |
| Sous-total            | Sous-total            | Sous-total            | 177         | 33          | 33          | 7                     | 1                     | 3                     | -          | -          | -          | -                              | -                              | -                              | -                              | -                        | -                        | -                        | 184   | 34    | 36    |
| 2021-2022             | Atlético Madrid       | Liga                  | 36          | 2           | 2           | 2                     | 0                     | 0                     | 1          | 0          | 0          | C1                             | 9                              | 1                              | 0                              | -                        | -                        | -                        | 48    | 3     | 2     |
| 2022-2023             | Atlético Madrid       | Liga                  | 30          | 2           | 6           | 3                     | 0                     | 1                     | -          | -          | -          | C1                             | 5                              | 1                              | 0                              | -                        | -                        | -                        | 38    | 3     | 7     |
| 2023-2024             | Atlético Madrid       | Liga                  | 34          | 3           | 5           | 5                     | 0                     | 0                     | 1          | 0          | 1          | C1                             | 8                              | 1                              | 0                              | -                        | -                        | -                        | 48    | 4     | 6     |
| 2024-2025             | Atlético Madrid       | Liga                  | 34          | 3           | 5           | 6                     | 0                     | 3                     | -          | -          | -          | C1                             | 10                             | 0                              | 1                              | 3                        | 0                        | 0                        | 53    | 3     | 9     |
| Sous-total            | Sous-total            | Sous-total            | 134         | 11          | 18          | 16                    | 0                     | 4                     | 2          | 0          | 1          | -                              | 32                             | 3                              | 1                              | 3                        | 0                        | 0                        | 187   | 14    | 24    |
| 2025                  | Inter Miami CF        | MLS                   | 1           | 0           | 0           | -                     | -                     | -                     | -          | -          | -          | LCup                           | 3                              | 1                              | 2                              | -                        | -                        | -                        | 4     | 1     | 2     |
| Total sur la carrière | Total sur la carrière | Total sur la carrière | 410         | 51          | 61          | 32                    | 2                     | 7                     | 2          | 0          | 1          | -                              | 43                             | 5                              | 4                              | 3                        | 0                        | 0                        | 490   | 58    | 73    |

### En sélection nationale
| Saison                | Sélection             | Phases finales        | Phases finales | Phases finales | Phases finales | Éliminatoires CDM | Éliminatoires CDM | Éliminatoires CDM | Matchs amicaux | Matchs amicaux | Matchs amicaux | Total | Total | Total |
| Saison                | Sélection             | Compétition           | M              | B              | Pd             | M                 | B                 | Pd                | M              | B              | Pd             | M     | B     | Pd    |
| --------------------- | --------------------- | --------------------- | -------------- | -------------- | -------------- | ----------------- | ----------------- | ----------------- | -------------- | -------------- | -------------- | ----- | ----- | ----- |
| 2018-2019             | Argentine             | Copa América 2019     | 6              | 0              | 0              | -                 | -                 | -                 | 5              | 0              | 1              | 11    | 0     | 1     |
| 2019-2020             | Argentine             | -                     | -              | -              | -              | -                 | -                 | -                 | 6              | 0              | 0              | 6     | 0     | 0     |
| 2020-2021             | Argentine             | Copa América 2021     | 6              | 1              | 1              | 6                 | 0                 | 1                 | -              | -              | -              | 12    | 1     | 2     |
| 2021-2022             | Argentine             | Finalissima 2022      | 1              | 0              | 0              | 10                | 1                 | 3                 | 1              | 0              | 0              | 12    | 1     | 3     |
| 2022-2023             | Argentine             | Coupe du monde 2022   | 7              | 0              | 0              | -                 | -                 | -                 | 6              | 0              | 2              | 13    | 0     | 2     |
| 2023-2024             | Argentine             | Copa América 2024     | 5              | 0              | 1              | 6                 | 0                 | 1                 | 4              | 0              | 1              | 15    | 0     | 3     |
| 2024-2025             | Argentine             | -                     | -              | -              | -              | 9                 | 0                 | 0                 | -              | -              | -              | 9     | 0     | 0     |
| Total sur la carrière | Total sur la carrière | Total sur la carrière | 25             | 1              | 2              | 31                | 1                 | 5                 | 22             | 0              | 4              | 78    | 2     | 11    |

#### Buts internationaux
| 0 | Date            | Lieu                                      | Adversaire | Score | Résultat | Compétition                 |
| - | --------------- | ----------------------------------------- | ---------- | ----- | -------- | --------------------------- |
| 1 | 4 juillet 2021  | Stade olympique, Goiânia, Brésil          | Équateur   | 1-0   | 3-0      | Copa America 2021           |
| 2 | 11 octobre 2021 | Stade Monumental, Buenos Aires, Argentine | Uruguay    | 2-0   | 3-0      | Qualif CDM 2022 zone Am.Sud |

## Palmarès

### En sélection nationale
| Argentine (4) : |
| --- |
| - Coupe du monde (1) : - Vainqueur : 2022 - Copa America (2) : - Vainqueur : 2021 et 2024 - Coupe des champions CONMEBOL–UEFA (1) : - Vainqueur : 2022 |

## Distinctions individuelles

### En sélection
Équipe d'Argentine
- Membre de l'équipe type de la Copa América en 2021 et en 2024.